# スメンクカーラー
スメンクカーラー（Smenkhkara、? - 前1336年頃、在位: 前1338年頃 - 前1336年頃）は、古代エジプト第18王朝のファラオ（王）。

## スメンクカーラーの謎
スメンクカーラーは新王国時代のファラオにしては珍しく、実像がほとんど明らかになっていない。ツタンカーメンやアクエンアテン（アメンホテプ4世）と共に後世の王名表から名が削除されたことや、ツタンカーメンよりも像やレリーフなどの遺物が残されていないためである（ツタンカーメンの場合も、墓から出土した物以外の遺物は極めて少ない）。

### 系譜
アメンホテプ3世の子でアクエンアテンの弟である、アクエンアテンの息子である、などいう説もあるが、系譜上における位置が確定していないため定かではない。スメンクカーラーの即位名「アンクケペルゥラー」を正体不明のファラオで、ネフェルティティだと同定する説がある。ネフェルネフェルウアテンが用いていたことに加え、スメンクカーラーがあたかも女性としての扱いを受けていたかのようなことを匂わせる遺品等も数多く発見されており、このことがよけいに研究者を混乱させている。
アクエンアテンの共同統治者とされ、メンフィスを本拠地にアメン神官団とアクエンアテンとの意見の調整を行っていたと考えられている。王妃はアクエンアテンの王女メリトアテン。子は確認されていない。

### 墓とミイラ
アクエンアテンとほぼ同時に亡くなっているようであるが、在位期間の短さのため墓が用意されていなかったのか、それとも何らかの混乱があったためか、最初からスメンクカラーのために用意された墓は現在も確認されていない。
イギリスの歴史ミステリ作家であるグレアム・フィリップス（Graham Phillips)によると、KV55墓をスメンクカーラーの墓とし、アクエンアテンの妃の一人のものと思われる女性の棺、陵墓を再利用してスメンクカーラーの墓に充てたとしている。棺は顔が判別できないほどに右目を残してことごとく破壊され、頭部のウアジェト女神と顎鬚は後から加えられ無理矢理男性の型に直されたとも取れうる。またその陵墓は文字の類ひとつない粗雑な未完成の墓であり、壁の加工も粗末で地下水の浸水により、防腐処理されたはずの遺体はすでに腐って白骨化していた。
しかし、ザヒ・ハワス等、KV55をアクエンアテンの王墓と位置づけている研究者もおり、解決をみない。
発見された遺体は男性のものであるが、その腕はなぜか女性の形（片腕を胸に置き、もう片方の腕を身体に沿って下げる）で納棺されていた。

### 遺物
頭像とされるものが発見されている。また、ツタンカーメンの第二の棺とカノプス壷に収められたミニチュア棺型の臓物容器は、いずれも元来スメンクカーラーのために作成された副葬品であることが確認されている。そのほかツタンカーメン王墓で出土した副葬品の内、かなりのものがスメンクカーラーの物であったことも判明している。これらの証拠から、スメンクカーラーが実在した可能性は高いと見られている。